# Lijst van nummer 1-hits in Oostenrijk in 2014
Deze hits stonden in 2014 op nummer 1 in de Ö3 Austria Top 40, de bekendste hitlijst in Oostenrijk.
| Datum        | Artiest                                 | Titel                            |
| ------------ | --------------------------------------- | -------------------------------- |
| 3 januari    | Pitbull & Ke$ha                         | Timber                           |
| 10 januari   | Pitbull & Ke$ha                         | Timber                           |
| 17 januari   | Pitbull & Ke$ha                         | Timber                           |
| 24 januari   | Adel Tawil                              | Lieder                           |
| 31 januari   | Lily Allen                              | Hard out here                    |
| 7 februari   | Helene Fischer                          | Atemlos durch die Nacht          |
| 14 februari  | Helene Fischer                          | Atemlos durch die Nacht          |
| 21 februari  | Helene Fischer                          | Atemlos durch die Nacht          |
| 28 februari  | Pharrell Williams                       | Happy                            |
| 7 maart      | Pharrell Williams                       | Happy                            |
| 14 maart     | Pharrell Williams                       | Happy                            |
| 21 maart     | Mr. Probz                               | Waves (Robin Schulz remix)       |
| 28 maart     | Mr. Probz                               | Waves (Robin Schulz remix)       |
| 4 april      | Mr. Probz                               | Waves (Robin Schulz remix)       |
| 11 april     | Mr. Probz                               | Waves (Robin Schulz remix)       |
| 18 april     | Clean Bandit & Jess Glynne              | Rather be                        |
| 25 april     | Clean Bandit & Jess Glynne              | Rather be                        |
| 2 mei        | George Ezra                             | Budapest                         |
| 9 mei        | George Ezra                             | Budapest                         |
| 16 mei       | Aneta Sablik                            | The one                          |
| 23 mei       | Conchita Wurst                          | Rise like a phoenix              |
| 30 mei       | Cro                                     | Traum                            |
| 6 juni       | Cro                                     | Traum                            |
| 13 juni      | Cro                                     | Traum                            |
| 20 juni      | Cro                                     | Traum                            |
| 27 juni      | Lilly Wood & The Prick & Robin Schulz   | Prayer in C (Robin Schulz remix) |
| 4 juli       | Lilly Wood & The Prick & Robin Schulz   | Prayer in C (Robin Schulz remix) |
| 11 juli      | Lilly Wood & The Prick & Robin Schulz   | Prayer in C (Robin Schulz remix) |
| 18 juli      | Lilly Wood & The Prick & Robin Schulz   | Prayer in C (Robin Schulz remix) |
| 25 juli      | Andreas Bourani                         | Auf uns                          |
| 1 augustus   | Lilly Wood & The Prick & Robin Schulz   | Prayer in C (Robin Schulz remix) |
| 8 augustus   | Helene Fischer                          | Atemlos durch die Nacht          |
| 15 augustus  | David Guetta & Sam Martin               | Lovers on the sun                |
| 22 augustus  | David Guetta & Sam Martin               | Lovers on the sun                |
| 29 augustus  | Martin Tungevaag                        | Wicked wonderland                |
| 5 september  | Martin Tungevaag                        | Wicked wonderland                |
| 12 september | Martin Tungevaag                        | Wicked wonderland                |
| 19 september | Martin Tungevaag                        | Wicked wonderland                |
| 26 september | Martin Tungevaag                        | Wicked wonderland                |
| 3 oktober    | Meghan Trainor                          | All about that bass              |
| 10 oktober   | Meghan Trainor                          | All about that bass              |
| 17 oktober   | Meghan Trainor                          | All about that bass              |
| 24 oktober   | Meghan Trainor                          | All about that bass              |
| 31 oktober   | Meghan Trainor                          | All about that bass              |
| 7 november   | Meghan Trainor                          | All about that bass              |
| 14 november  | The Avener                              | Fade out lines                   |
| 21 november  | David Guetta & Sam Martin               | Dangerous                        |
| 28 november  | David Guetta & Sam Martin               | Dangerous                        |
| 5 december   | David Guetta & Sam Martin               | Dangerous                        |
| 12 december  | David Guetta & Sam Martin               | Dangerous                        |
| 19 december  | James Newton Howard & Jennifer Lawrence | The hanging tree                 |
| 26 december  | Geen Top 75 verschenen                  | Geen Top 75 verschenen           |